# Kortikotropinfrisättande hormon

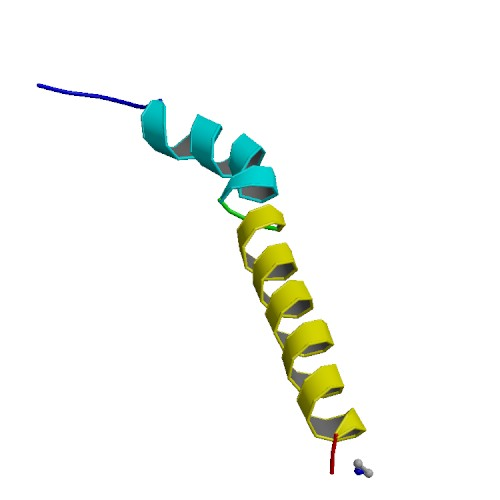
Kortikotropinfrisättande hormon

Kortikotropinfrisättande hormon eller kortikoliberin, förkortat CRH (av engelskans corticotropin-releasing hormone), är ett peptidhormon som är inblandat i kroppens svar på stress. Det reglerar utsöndringen av adrenokortikotropiskt hormon, som en respons av negativ återkoppling från bland annat kortisol och aldosteron. CRH ingår i kortikotropinfrisättande faktorn, tillsammans med bland annat stresskopin, urokortin och urotensin.
CRH är en viktig del av människans stressystem och centrala nervsystemet, och samverkar med det endokrina, neurokrina och immunologiska systemet. Det produceras i nervceller av ett preprohormon som består av 191 aminosyror och bildar hormonet som består av en peptid av 41 aminosyror. Produktionen sker framför allt i hypotalamus paraventrikulära kärna, men kan också ske i testiklar, placenta och binjuremärg med flera vävnader. 
Sedan CRH utsöndrats når det, via hypofyseala portasystemet, hypofysen. Det binds till cellytorna där av G-proteinkopplade receptorer, CRH-receptorer. Därmed signalerar CRH att hypofysen ska insöndra adrenokortikotropiskt hormon (ACTH) och bland annat β-endorfin. ACTH reglerar sedan å sin sida värdena av bland annat kortisol och DHEA. Frisättningen av CRH påverkas med negativ feedback av aldosteron, kortisol, adrenalin och noradrenalin. 
När TNF-α ökar (som vid bland annat infektioner), ökar CRH, ACTH och prolaktin, medan TSH sjunker.
Två sorters receptorer har identifierats. CRHr1 reglerar ACTH under stress, och CRHr2 reglerar stressbeteenden som ångest, viktminskning, hypotoni, hjärtklappning och upphetsning. Det är möjligt att östrogenberoende bröstcancer beror på att östrogen kan ändra diversifieringen av CRHr1 och 2 och störa hormonets signalering.
CRH i centrala nervsystemet är förhöjt vid alkoholism. Värdet är också något förhöjt av rökning, men en halv dags abstinens ger lägre värden än icke-rökare har. Dock är värdet opåverkat av posttraumatiskt stressyndrom och depression, trots påverkan på kortisolvärdena. Hyperkortisolism kan visa sig som förhöjda värden CRH.
Eftersom CRH tillverkas i placenta stegras värdena av CRH gradvis under graviditeten, och bidrar sannolikt till processer under förlossningen. Stress under graviditeten kan höja CRH och framkalla förtidig födsel. Det är troligt att CRH både reglerar fostrets och moderns stressaxlar.